# بيتر إل. ستراوس
بيتر إل. ستراوس (بالإنجليزية: Peter L. Strauss)‏ هو عالم قانوني أمريكي، ولد في 26 فبراير 1940.